# فرودگاه منطقه‌ای وینچستر
فرودگاه منطقه‌ای وینچستر (به انگلیسی: Winchester Regional Airport)  یک فرودگاه همگانی ۳۶۵۷۴ با کد یاتا WGO است . این فرودگاه در  کشور ایالات متحده آمریکا قرار دارد و در ارتفاع ۲۲۱ متری از سطح دریا واقع شده است.